# Werner Lippoldt
Werner Lippoldt, född 16 februari 1944 i Ostrava, är en före detta östtysk sportskytt.
Han blev olympisk bronsmedaljör i gevär vid sommarspelen 1972 i München.